# جوليان بارنز
جوليان بارنز (بالإنجليزية: Julian Barnes) (و. 1946 – م) هو كاتب، ومترجم، وروائي، وكاتب مقالات، وناقد أدبي، وكاتب خيال علمي، من المملكة المتحدة، ولد في لستر، وهو عضوٌ في الأكاديمية الأمريكية للفنون والعلوم.

## التعليم
تعلم في كلية المجدلية، وجامعة أكسفورد، وCity of London School ‏.

## أعمال بارزة

### روايات
- الإحساس بالنهاية (2011).
- ضجيج العصر(2006).
- مترولاند
- قبل أن تقابلني
- ببغاء فلوبير
- التحديق في الشمس
- تاريخ العالم في عشرة فصول ونصف
- الحديث عنه أكثر
- الشيهم
- إنجلترا إنجلترا
- الحب إلى آخره
- آرثر وجورج
- القصة الوحيدة

### روايات باسم مستعار هو دان كافاناه
- دوفي
- مدينة الكمان

### مجموعات قصص قصيرة
- قناة الصليب
- طاولة الليمون
- نبض

### كتب غير أدبية
- الرجل ذو المعطف الأحمر

## جوائز وترشيحات
حصل على جوائز منها:
- جائزة زيجفريد لنس [الإنجليزية]‏ (2016)
- جائزة بوكر الأدبية، عن عمل: الإحساس بالنهاية (رواية) (2011)
- جائزة الدولة النمساوية للأدب الأوروبي [الإنجليزية]‏ (2004)
- جائزة شكسبير [الإنجليزية]‏ (1993)
- E. M. Forster Award [الإنجليزية]‏ (1986)
- جائزة اختبار ميديشي  [لغات أخرى]‏
- جائزة فيمينا عن فئة الأدب الأجنبي [الإنجليزية]‏
- Geoffrey Faber Memorial Prize [الإنجليزية]‏
- وسام الفنون والآداب الفرنسي.

ترشح لـ:
- جائزة بوكر الأدبية، عن عمل: الإحساس بالنهاية (رواية) (2011)
- جائزة دبلن الأدبية الدولية [الإنجليزية]‏، عن عمل: آرثر وجورج (رواية) (2007)
- جائزة بوكر الأدبية، عن عمل: آرثر وجورج (رواية) (2005)
- جائزة بوكر الأدبية، عن عمل: إنجلترا إنجلترا (رواية) (1998)
- جائزة بوكر الأدبية، عن عمل: ببغاء فلوبير (رواية) (1984).

## وصلات خارجية
- جوليان بارنز على موقع IMDb (الإنجليزية)
- جوليان بارنز على موقع الموسوعة البريطانية (الإنجليزية)
- جوليان بارنز على موقع مونزينجر (الألمانية)
- جوليان بارنز على موقع ألو سيني (الفرنسية)
- جوليان بارنز على موقع ميوزك برينز (الإنجليزية)
- جوليان بارنز على موقع أول موفي (الإنجليزية)
- جوليان بارنز على موقع قاعدة بيانات الأفلام السويدية (السويدية)
- جوليان بارنز على موقع إن إن دي بي (الإنجليزية)
- جوليان بارنز على موقع ديسكوغز (الإنجليزية)
- جوليان بارنز على موقع قاعدة بيانات الفيلم (الإنجليزية)